# Бартемка
Бартемка — река в России, протекает в Белохолуницком, Верхнекамском и Омутнинском районах Кировской области. Устье реки находится в 1101 км по левому берегу реки Вятки. Длина реки составляет 23 км. В 9,2 км от устья принимает слева реку Бобровка.
Исток реки находится в восточной части обширного болота Чистое в 10 км юго-восточнее посёлка Черниговский и в 27 км к юго-западу от города Кирс. Река течёт на северо-восток, всё течение лежит в ненаселённом заболоченном лесу. В верхнем течении образует границу Белохолуницкого и Верхнекамского районов, затем течёт по Омутнинскому району. Впадает в Вятку в 4 км к юго-западу от деревни Кочкино.

## Данные водного реестра
По данным государственного водного реестра России относится к Камскому бассейновому округу, водохозяйственный участок реки — Вятка от истока до города Киров, без реки Чепца, речной подбассейн реки — Вятка. Речной бассейн реки — Кама.
По данным геоинформационной системы водохозяйственного районирования территории РФ, подготовленной Федеральным агентством водных ресурсов:
- Код водного объекта в государственном водном реестре — 10010300212111100030153
- Код по гидрологической изученности (ГИ) — 111103015
- Код бассейна — 10.01.03.002
- Номер тома по ГИ — 11
- Выпуск по ГИ — 1